# بری مک آرتور
بری مک آرتور (انگلیسی: Barry McArthur؛ زادهٔ ۴ مهٔ ۱۹۴۷) بازیکن فوتبال اهل بریتانیا است.
از باشگاه‌هایی که در آن بازی کرده‌است می‌توان به باشگاه فوتبال ماتلوک تاون، باشگاه فوتبال ناتینگهام فارست، باشگاه فوتبال یورک سیتی، و باشگاه فوتبال بارو اشاره کرد.